# Charles Bettelheim
Charles Bettelheim, född 20 november 1913 i Paris, död 20 juli 2006 i Paris, var en fransk marxistisk historiker, nationalekonom och författare.